# برج بوسكو في سونغدو
برج بوسكو في سونغدو Posco Tower-Songdo (ويعرف أيضاً برج التجارة لشمال شرق آسيا Northeast Asia Trade Tower) هو أغلى مشروع عقاري خاص في العالم، ويقع في سيول في  كوريا الجنوبية. 
يبلغ ارتفاعه 305 متراً، وهو حالياً رابع أعلى مبنى في كوريا الجنوبية. وتفوق على برج سامسونغ تاور بالاس جي، الواقع في سيول حين افتتح في 2009. 